# 石井雅子 (リポーター)
石井 雅子（いしい まさこ、1967年2月12日 - ）は、北海道で活動するリポーター。北海道札幌市生まれ、帯広市育ち。既婚者で、夫は造形作家。

## 来歴・人物
もともとはHBCの番組でADをしていたが、タレント志望であったことからジャンボ秀克に誘われ、ジャンボプロダクションに入る。

## 出演
- みんテレ（北海道文化放送）

### 主な過去の出演
- TVポテトジャーナル
- のりゆきのトークDE北海道 - マダム石井での活動がきっかけで、奥尻島観光大使第1号として2006年6月19日に任命された[2]。
- 石井ちゃんとゆく! - ディレクター・山田もと子と共に、番組の趣旨であるユニバーサルデザインについての講演も、各地でおこなってきた。
- いがらしゆみこのマンガDEナイト（STVラジオ）[3]
- 北海道からはじ○TV
- ON THEATER 爆笑探偵団
- 幸せ!ボンビーガール